# Servanches
Servanches is een gemeente in het Franse departement Dordogne (regio Nouvelle-Aquitaine) en telt 81 inwoners (2009). De plaats maakt deel uit van het arrondissement Périgueux.

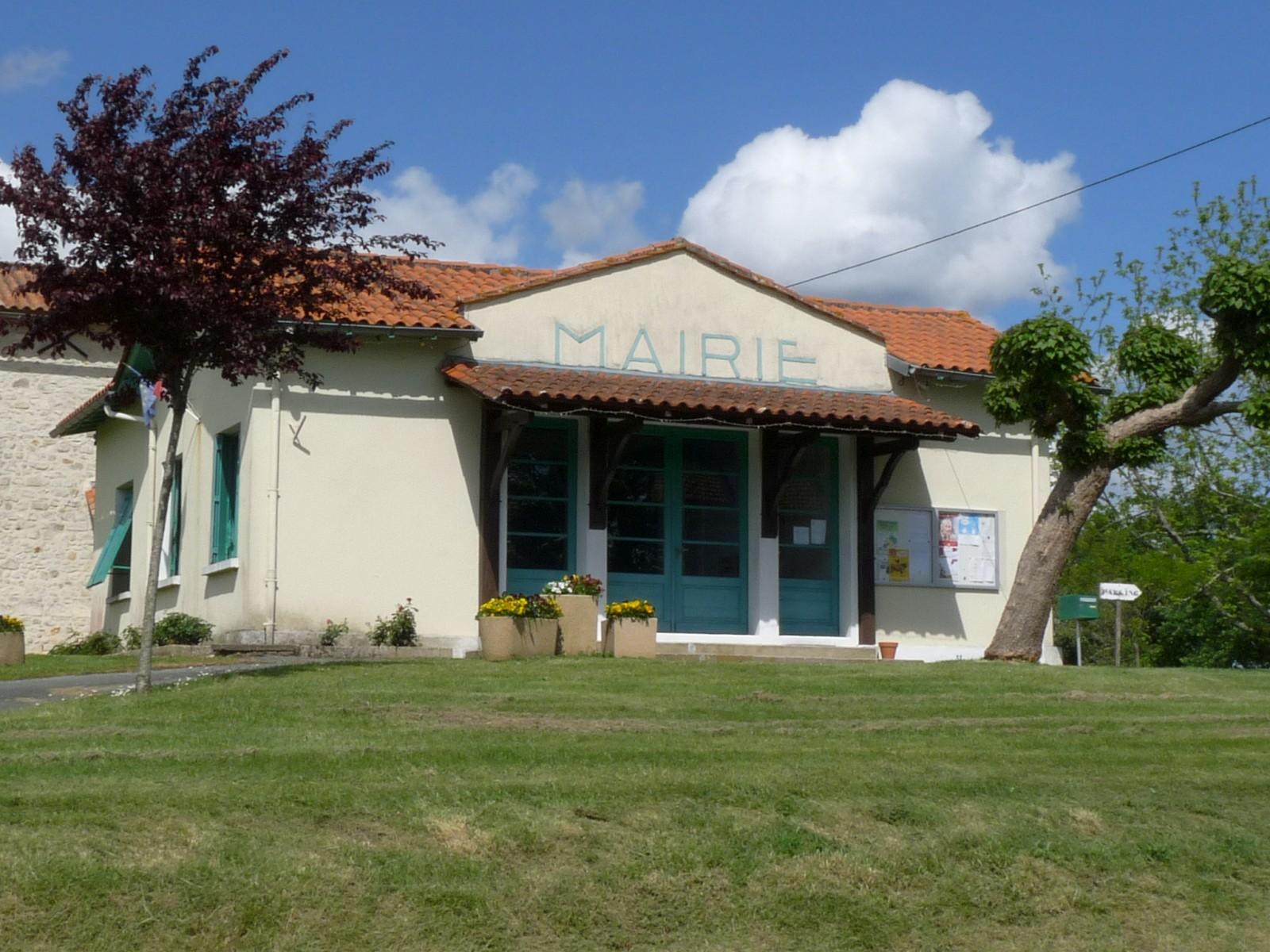
Gemeentehuis
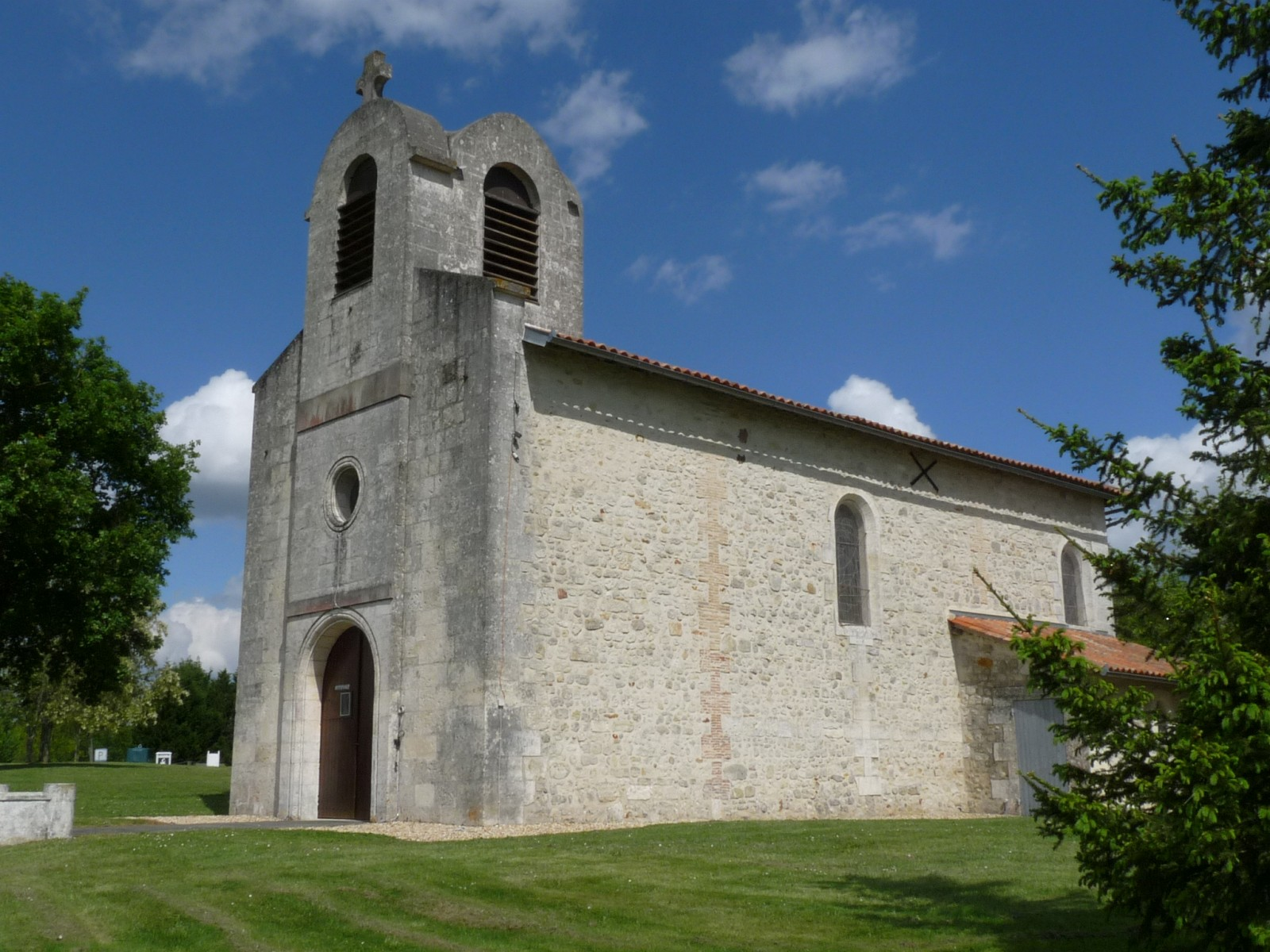
Kerk van Servanches

## Geografie
De oppervlakte van Servanches bedraagt 19,8 km², de bevolkingsdichtheid is dus 4,1 inwoners per km².
De onderstaande kaart toont de ligging van Servanches met de belangrijkste infrastructuur en aangrenzende gemeenten.

## Demografie
Onderstaande figuur toont het verloop van het inwonertal (bron: INSEE-tellingen).